# الهی اسدآبادی
الهی اسدآبادی یا الهی همدانی شهرت میرعمادالدین محمود حسینی شاعر متخلص به الهی و تذکره‌نویس اواخر سدهٔ دهم هجری قمری بود. احتمالاً متولد اسدآباد همدان بوده‌است. در سال ۱۰۱۰ برای کسب دانش به اصفهان رفت. در ۱۰۱۵ به شیراز و سپس به عراق رفت و از آنجا عازم هند شد و بر سر راه خود چند گاهی در قندهار و کابل ماند. ظاهراً در ۱۰۲۲ تا ۱۰۲۳ در ملازمت زمانه‌بیگ مهابت خان در آگره بود. از ۱۰۳۳ به خدمت ظفرخان احسن‌الله تربتی رسید و پس از بازگشت ظفرخان به آگره با وی همراه گشت و در آنجا به صف مداحان شاه جهان پیوست اما در عین حال رشتهٔ الفتش را با ظفر خان نگسست و در ۱۰۴۱ هنگامی که وی به خدمت کشمیر برگزیده شد، با او به کشمیر رفت و تا پایان عمر همان‌جا ماند.

## بنیه اشعار
در مجموع شاعری قوی و خوش اندیشه و خوش سخن است. علاوه بر قصیده‌های محکم و غزلهای استوار، توجه عمدهٔ او به ارسال مثل بود. قطعه‌های اندرزی خوب می‌سرود و در هجو هم دستی داشت. نسخه‌هایی از دیوانش مشتمل بر قصیده و ترکیب‌بند و ترجیع‌بند و غزل و قطعه و مثنوی و رباعی و ساقی‌نامه حدود ۵۰۰۰ بیت در کتابخانه‌های جهان از جمله کتابخانهٔ موزهٔ بریتانیایی موجود است. منظومه‌ای هم به نام جلوهٔ ناز حدود ۱۰۵۰ مثنوی در بحر هزج مسدس دارد. تذکرهٔ خزینهٔ گنج در شرح احوال حدود ۴۰۰ تن از شعرای سده‌های هشتم تا دهم به ترتیب الفبایی از آثار اوست.